# Doba meziledová
Doba meziledová, tzv. interglaciál, je teplejší období doby ledové mezi dvěma chladnějšími glaciály, kdy velké ledové příkrovy roztály a v místech, kde se nacházela tundra, se objevily lesy mírného pásma. Holocén je považován za interglaciální období, ale některé fáze meziledových období v kvartéru mohly mít vyšší teploty než jsou dnes.
Poslední doba meziledová, tzv. eemský či riss-würmský interglaciál, nastala zhruba před 130 tisíci a skončila zhruba před 115 tisíci lety. Odhaduje se, že tehdejší teploty byly v průměru o 3 °C vyšší než koncem 20. století. V Evropě nebyly neprostupné lesy, ale také savana.